# Isamaaliit
Isamaaliit (IL), "Fäderneslandets förbund", var ett nationalkonservativt och kristdemokratiskt politiskt parti i Estland, bildat den 2 december 1995 genom sammangående av de två konservativa partierna ERSP och RKEI. 
Partiet var i regeringsställning mellan 1999 och 2002, då partiledaren Mart Laar även var Estlands premiärminister. I Europaparlamentet var Tunne Kelam ledamot för partiet mellan 2002 och 2005, då han också var partiordförande, och tillhörde då gruppen Europeiska folkpartiet.
På partiets kongress den 4 juni 2006 beslutades att partiet skulle upplösas för att tillsammans med Res Publica gå samman till Förbundet Fäderneslandet och Res Publica.